# Wydział Chemii Uniwersytetu Warszawskiego
Wydział Chemii Uniwersytetu Warszawskiego – wydział Uniwersytetu Warszawskiego kształcący w trybie stacjonarnym i podyplomowym (niestacjonarnym).

## Oferta dydaktyczna
W roku akademickim 2022/2023 wydział prowadził następujące kierunki:
- Chemia – studia licencjackie i magisterskie
- Chemistry (w języku angielskim) – studia magisterskie
- Chemia stosowana – studia magisterskie
- Chemia medyczna – studia inżynierskie i magisterskie
- Chemia jądrowa i radiofarmaceutyki – studia licencjackie
- Energetyka i chemia jądrowa (wspólnie z Wydziałem Fizyki) – studia licencjackie i magisterskie
- Chemiczna analiza instrumentalna – studia inżynierskie
- Radiogenomika – studia magisterskie

Kierunki współtworzone:
- Chemia w ramach Kolegium MISMaP
- Inżynieria Nanostruktur
- Międzywydziałowe Studia Ochrony Środowiska
- Sustainable Development
- Kryminalistyka i Nauki Sądowe

Studia podyplomowe:
- Clinical Trials Academy – methodology, organization and monitoring
- Studia Podyplomowe w zakresie Metrologii Chemicznej
- Studium Podyplomowe Zastosowania Chemii w Ochronie Środowiska. Kurs chromatograficzny

## Struktura organizacyjna
Struktura organizacyjna wydziału: 
- Pracownia Badań Strukturalnych i Biochemicznych
- Pracownia Chemii Analitycznej Stosowanej
- Pracownia Chemii Bioorganicznej i Medycznej
- Pracownia Chemii Kwantowej
- Pracownia Chemii Związków Naturalnych
- Pracownia Elektroanalizy i Elektrokatalizy Chemicznej
- Pracownia Elektrochemii
- Pracownia Elektrochemicznych Źródeł Energii
- Pracownia Fizykochemii Dielektryków i Magnetyków
- Pracownia Inżynierii Krystalicznej i Fizykochemii Nanomateriałów
- Pracownia Peptydów
- Pracownia Radiochemii i Chemii Atmosfery
- Pracownia Spektroskopii i Oddziaływań Międzycząsteczkowych
- Pracownia Stereokontrolowanej Syntezy Organicznej
- Pracownia Syntezy Metaloorganicznej
- Pracownia Syntezy Nanomateriałów Organicznych
- Pracownia Technologii Organicznych Materiałów Funkcjonalnych
- Pracownia Teoretycznych Podstaw Chemii Analitycznej
- Pracownia Teorii Biopolimerów
- Pracownia Teorii i Zastosowań Elektrod
- Wydziałowe Laboratorium Wsparcia Badań Naukowych i Dydaktyki

## Władze
Kadencja 2024–2024:
- Dziekan – prof. dr hab. Sławomir Sęk
- Prodziekan ds. studenckich –  dr hab. Maciej Chotkowski, prof. ucz.
- Prodziekan ds. badań – dr hab. Karolina Pułka-Ziach, prof. ucz.
- Prodziekan ds. rozwoju – dr hab. Adam Lewera, prof. ucz.
- Kierownik studiów doktoranckich – prof. dr hab. Michał Ksawery Cyrański

## Działalność dydaktyczna
Pracownicy wydziału prowadzą zajęcia z nauk chemicznych i fizyki dla studentów Wydziału Chemii, Kolegium MISMaP oraz Międzywydziałowych Studiów Ochrony Środowiska. Wydział Chemii prowadzi również zajęcia dla studentów:
- Wydziału Biologii
- Wydziału Geologii
- Wydziału Fizyki
- Wydziału Matematyki, Informatyki i Mechaniki

W sumie Wydział Chemii prowadzi zajęcia dla ponad 1300 studentów spoza wydziału.

## Jakość kształcenia
Uniwersytet Warszawski od 2010 lokowany jest na I miejscu Rankingu Szkół Wyższych miesięcznika Perspektywy w grupie kierunków "chemia". Lokatę utrzymuje niezmiennie od początku wydzielenia w Rankingu kierunków studiów.
Nauki chemiczne na UW mają przyznaną w 2022 roku najwyższą kategorią naukową A+. W 2020 kierunek "chemia" (I i II stopnia) uzyskał 	Certyfikat Doskonałości Kształcenia  " przyznawany przez Polską Komisję Akredytacyjną. Ma też przyznaną akredytację ECTN (European Chemistry Thematic Network) dla kierunków Chemia I i II stopnia.